# 笠原慶久
笠原 慶久（かさはら よしひさ、1962年（昭和37年）1月5日 - ）は、日本の実業家、銀行家。肥後銀行代表取締役頭取や九州フィナンシャルグループ社長を務める。

## 来歴・人物
東京都出身。父は同栄信用金庫（現：さわやか信用金庫）の理事長を務めた笠原慶彰。慶應義塾幼稚舎、慶應義塾普通部、慶應義塾高等学校を経て、慶應義塾大学経済学部を卒業。1984年に富士銀行（現：みずほ銀行）に入行して同行の熊本支店長や法人業務部長などを務め、2011年にみずほ信託銀行へ転籍する。同行では北嶋信顕の後任として信託総合営業第一部長を務め、常務執行役員に昇進する。

### 肥後銀行・九州FG時代
2015年に肥後銀行に入行して同行の取締役常務執行役員に就任。翌2016年に鹿児島銀行の非常勤取締役や九州フィナンシャルグループの取締役を兼任する。2018年には甲斐隆博の後任として肥後銀行の代表取締役頭取に就任する。
2019年4月に九州フィナンシャルグループ代表取締役社長の内定が発表される。

## 経歴
- 1984年（昭和59）
  - 4月：富士銀行入行
- 2007年（平成19年）
  - 4月：みずほ銀行熊本支店長
- 2009年（平成21年）
  - 4月：同行職域営業部長
- 2010年（平成22年）
  - 4月：同行法人業務部長
- 2011年（平成23年）
  - 6月：みずほ信託銀行信託総合営業第一部長
- 2012年（平成24年）
  - 4月：同行執行役員信託総合営業第一部長
- 2014年（平成26年）
  - 4月：同行常務執行役員営業担当
- 2015年（平成27年）
  - 4月：肥後銀行常務執行役員監査部長
  - 6月:同行取締役常務執行役員監査部長
- 2016年（平成28年）
  - 3月：同行取締役常務執行役員
  - 5月:鹿児島銀行非常勤取締役
  - 6月：九州フィナンシャルグループ取締役
- 2018年（平成30年）
  - 4月:肥後銀行代表取締役副頭取
  - 6月：同行代表取締役頭取（現任）
- 2019年
  - 6月：九州フィナンシャルグループ代表取締役社長